# العظام المحبوبة
العظام_المحبوبة هو فيلم جريمة تم إنتاجه في نيوزيلندا والمملكة المتحدة وصدر في سنة 2009. الفيلم من إخراج بيتر جاكسون من بطولة مارك والبيرغ وريتشل وايز وسوزان سارندون وستانلي توكسي وسيرشا رونان.

## قصة الفيلم
تدور أحداث الفيلم حول فتاة في الرابعة عشر تدعي (سوزي) تعيش مع أهلها. يتم قتلها من قبل جارهم السيد (هارفي) ، يقوم السيد (هارفي) بإستدراج (سوزي) إلى مخبأ تحت الأرض في الغابة وهناك يقوم بقتلها، بعدها يقوم السيد (هارفي) بهدم المخبأ و يأخذ معه الجثة، بعد ذلك تذهب (سوزي) إلى الجنة وتشاهد ما يحدث في الحقيقة وهي في الجنة وتكتشف إن السيد (هارفي) لم يقم بقتلها هي وحدها بل قام بقتل فتيات أخريات غيرها، وتقوم (سوزي) بمقابلتهن في الجنة. لاحظ والدا (سوزي) إختفاءها فذهبت للبحث عنها وقاما بالإتصال بالشرطة، عثرت الشرطة علي قبعة كانت ترتديها (سوزي) و كمية كبيرة من الدماء في مسرح الجريمة في الغابة، لكن لم تتوصل الشرطة إلى معرفة من يكون القاتل، حيث إن السيد (هارفي) قام بالتخلص من كل الأدلة. بعد إحدى عشر شهراً من مقتل (سوزي) يقرر والدها إعادة البحث في القضية والتحقيق في المشتبه فيهم، لكن زوجته لم تكن تتقبل أمر مقتل إبنتها. قام والد (سوزي) بإحضار والدة زوجته للمساعدة في أعمل المنزل وتربية باقي أبناءهما. لا يعجب والدة (سوزي) الأمر وتقرر ترك المنزل من شدة حزنها على إبنتها فتذهب للعمل في بستان خارج البلدة. في يوم من الأيام بدأت شقيقة (سوزي) في الشك في السيد (هارفي) بإنه هو من قام بقتل أختها، فبدإت تراقبه كل يوم. لاحظ السيد (هارفي) إنها تراقبه لذا قرر التخلص منها من خلال بناء فخ أخر. في أحد الأيام شاهد والد (سوزي) السيد (هارفي) وهو يسقط كومة من الأخشاب على الأرض كما رأي إنه يوجد قفص ضخم من الخشب في الفناء الخلفي لمنزله، فقام بالإقتارب منه و التحدث قليلاً معه. أثناء حديثهما شاهد والد (سوزي) بعض الأزهار الحمراء في حديقة السيد (هارفي) فتذكر إنه في إحدى الأيام كان يتحدث هو وزوجته إلى السيد (هارفي) وكانت إبنته تلعب في الجوار، فتأكد إن السيد (هارفي) هو من قام بقتل إبنته فقام بالهجوم عليه لكن السيد (هارفي) كان قد دخل المنزل فقام بكسر الباب لكن أتت الشرطة وأوقفت والد (سوزي). وعد والد (سوزي) الشرطة إنه لم يقوم بفعل أي شيء للسيد (هارفي)، لكن في الليل قام بإحضار مضرب البيسبول ليقوم بقتل السيد (هارفي) وقام بإتباع السيد (هارفي) إلى حقل الذرة في الغابة في نفس المكان الذي قتلت فيه إبنته لكنه إختفي وسط الذرة. تبعه والد (سوزي) ولاحظ شخصاً فقام بالهجوم عليه لكنه لم يكن السيد (هارفي) بل كانت فتاة مراهقة فقام بالتعرض للضرب من قبل صديقها حتى دخل والد (سوزي) إلى المستشفى فتوقف عن البحث في القضية. في أحد الأيام قامت شقيقة (سوزي) التسلل إلى منزل السيد هارفي من خلال كسر زجاج نافذة القبو وذهبت إلي غرفة نومه فوجدت مخبأً سرياً في الأرضية فوجدت كتاباً يوجد فيه مخطط قتل شقيقتها (سوزي)، لكن بعد حصولها على الكتاب كان السيد (هارفي) متجهاً إلى غرفته حيث عرف إنها في منزله حيث وجد الزجاج المكسور في القبو فقامت شقيقة (سوزي) بالقفز من النافذة والعودة إلى المنزل. عندما عادت إلى المنزل كانت والدتها قد عادت إلى المنزل وتخطت مرحلة حزنها. في هذه الأثناء قام السيد (هارفي) بمليء حقيبته بسرعة وأخذ خزنة حديدية من القبو حيث كان يوجد بها جثة (سوزي) وقام بمخادرة البلدة والذهاب للتخلص من الخزنة. قدم والد (سوزي) الكتاب إلى الشرطة وقامت بحصار منزل السيد (هارفي). في إحدى الليالي المثلجة خارج المدينة رأي السيد (هارفي) فتاة وحدها في الليل وكان واقفاً على حافة جرف قرب مطعم فعرض عليها الركوب معه لكنها رفضت فسقطت قطعة مدببة من الثلج علي كتف السيد (هارفي) فسقط من الجرف ومات. وعادت عائلة (سوزي) سعيدة كما كانت، وبقيت (سوزي) مع صديقاتها الجدد في الجنة.

## الميزانية والإيرادات
بلغت تكلفة إنتاج الفيلم حوالي 65 مليون دولار بينما حقق أرباحا تقدر بـ 93.6 مليون دولار.